# Croce commemorativa della 3ª Armata
La Croce commemorativa della 3ª Armata fu una medaglia non ufficiale, realizzata su iniziativa privata, per tutti coloro che avevano militato nella 3ª Armata dell'esercito italiano durante la prima guerra mondiale.
Distribuita nel 1919, subito dopo la fine del conflitto, per iniziativa del comandante dell'Armata, Emanuele Filiberto di Savoia Duca d’Aosta, in onore del quale la croce riporta una corona ducale ed il nastro ha il colore blu savoia al centro.
Fu l'unica ad avere un carattere semi-ufficiale e ad essere considerata quasi una decorazione al merito piuttosto che una medaglia commemorativa, pur restando un oggetto ricordo privato, che non veniva annotato nello Stato di servizio.
Nei primissimi anni del dopoguerra il suo uso sull'uniforme, pur essendo assolutamente contrario al regolamento, fu in qualche modo tollerato e rimase generalizzato nei medaglieri dei reduci.
Inizialmente prodotta in vari metalli dalla ditta Fassino di Torino, è stata poi riconiata da altre ditte, come la Stefano Johnson di Milano, in una serie di varianti diverse, per lo più prive del marchio di fabbrica e persino con lo smalto di un colore diverso dal bianco.

## Insegne
- La medaglia era costituita da una croce greca, alta 50 millimetri e larga 34, sormontata da una corona ducale, con i bracci smaltati di bianco e bordati d'argento e la scritta "TERZA" "ARMATA" sui bracci orizzontali; al centro in un riquadro è rappresentato il leone di San Marco in rilievo, a ricordo della difesa di Venezia dalla fine del 1917 fino al termine della guerra. Sul verso, liscio e senza smalti, vi è la scritta  "A ricordo e riconoscenza" in rilievo sui bracci orizzontali; il marchio di fabbrica è sul braccio inferiore.[1]
- Il nastro è blu savoia al centro con due tricolori ai lati (rosso all'esterno).